# Schipkau
Schipkau, in lusaziano Šejkow, è un comune del Brandeburgo, in Germania.
Appartiene al circondario dell'Oberspreewald-Lusazia.

## Storia
Il 31 dicembre 2001 vennero aggregati al comune di Schipkau i comuni di Annahütte, Drochow, Hörlitz, Klettwitz e Meuro.

## Società

### Evoluzione demografica
- Sviluppo della popolazione dal 1875 entro gli attuali confini (linea blu: popolazione; linea puntata: confronto dello sviluppo della popolazione dello stato del Brandenburgo; sfondo grigio: ai tempi del governo nazista; sfondo rosso: al tempo del governo comunista).
- Sviluppo recente della popolazione (Linea blu) e previsioni

| Anno | Abitanti |
| ---- | -------- |
| 1875 | 2 807    |
| 1890 | 4 569    |
| 1910 | 11 921   |
| 1925 | 12 980   |
| 1933 | 13 276   |
| 1939 | 13 218   |
| 1946 | 14 193   |
| 1950 | 13 992   |
| 1964 | 11 614   |
| 1971 | 11 017   |
| 1981 | 9 257    |

| Anno | Abitanti |
| ---- | -------- |
| 1985 | 8 857    |
| 1989 | 9 973    |
| 1990 | 9 807    |
| 1991 | 9 486    |
| 1992 | 9 352    |
| 1993 | 9 260    |
| 1994 | 9 430    |
| 1995 | 9 518    |
| 1996 | 9 416    |
| 1997 | 9 307    |

| Anno | Abitanti |
| ---- | -------- |
| 1998 | 9 116    |
| 1999 | 8 925    |
| 2000 | 8 659    |
| 2001 | 8 350    |
| 2002 | 8 176    |
| 2003 | 8 026    |
| 2004 | 7 808    |
| 2005 | 7 605    |
| 2006 | 7 535    |
| 2007 | 7 466    |

| Anno | Abitanti |
| ---- | -------- |
| 2008 | 7 395    |
| 2009 | 7 442    |
| 2010 | 7 357    |
| 2011 | 7 088    |
| 2012 | 7 017    |
| 2013 | 6 915    |
| 2014 | 6 837    |
| 2015 | 6 813    |
| 2016 | 6 764    |
| 2017 | 6 800    |

| Anno | Abitanti |
| ---- | -------- |
| 2018 | 6 703    |
| 2019 | 6 661    |
| 2020 | 6 638    |

Fonti dei dati sono nel dettaglio nelle Wikimedia Commons..

## Geografia antropica

### Suddivisioni amministrative
Il territorio comunale si divide in 6 zone (Ortsteil), corrispondenti al centro abitato di Schipkau e a 5 frazioni:
- Schipkau (centro abitato)
- Annahütte
- Drochow
- Hörlitz
- Klettwitz
- Meuro